# 日贰
日贰（?—?），是前1世纪乌孙小昆弥乌就屠的儿子。
前33年，乌就屠死后，他的哥哥拊离为汉朝所立。前30年，日贰将拊离杀死。拊离的儿子安日得到了汉成帝的支持，成为小昆弥，汉朝屯军姑墨，日贰逃往康居。安日派姑莫匿等三位贵族假装跟随日贰逃亡，在途中刺杀了日贰。